# ميني مورتيمر
ميني مورتيمر (بالإنجليزية: Minnie Mortimer)‏ هي مصممة أزياء أمريكية، ولدت في 1980 في نيويورك في الولايات المتحدة.

## وصلات خارجية
- الموقع الرسمي